# Zharnel Hughes
Zharnel Hughes (The Valley, 13 de julho de 1995) é um atleta britânico.
Nos Jogos Olímpicos de Verão de 2020, conquistou a medalha de prata na prova de revezamento 4x100 metros masculino com o tempo de 37.51 segundos, ao lado de Chijindu Ujah, Richard Kilty e Nethaneel Mitchell-Blake. No entanto a equipe britânica foi desclassificada em 18 de fevereiro de 2022 após Ujah testar positivo para o agente anabólico ostarina e o esteroide S-23, considerados dopantes.
Ganhou a medalha de ouro nos 100 m rasos e no revezamento 4x100 m no Campeonato Europeu de 2018.